# Mariano Abad Navarro
Mariano Abad Navarro (Granada, s. XIX) fou un pintor andalús.
No es tenen gaires dades de la seva biografia. Segons un discurs pronunciat després de la seva mort, és descrit com un amant de les arts, home de gran erudició i col·laborador de la Societat Econòmica d'Amics del País de Granada. Fou professor de pintura i membre de l'Acadèmia de Belles Arts de Granada i mestre de les classes gratuïtes d'anatomia pictòrica de la Societat d'Amics del País. Va morir el 1856 o una mica abans, quan es documenta la seva defunció a través d'un discurs en elogi a la seva memòria realitzat per part del prevere Navarro Asencio, en el qual lamenta la seva mort prematura.